# Amfibische oorlogvoering
Bij amfibische oorlogsvoering vinden amfibische operaties plaats door verplaatsing van gevechtseenheden vanuit zee naar het land of andersom.
De troepenbewegingen gebeuren, zeker historisch gezien, veelal met landingsvaartuigen, maar het kan ook door middel van luchttransport vanaf vliegdekschepen. Kenmerkend is dat gevechtseenheden van schepen naar het land gaan en/of terug. Het meest spraakmakende voorbeeld van een amfibische operatie is de landing van de geallieerden in Normandië op D-day, 6 juni 1944. Deze werd bovendien gecombineerd met luchtlandingen.
In moderne oorlogvoering is de amfibische landing van strijdkrachten de meest complexe van alle militaire manoeuvres. Deze vereist een ingewikkelde coördinatie van vele militaire aspecten: logistieke planning, transport over de zee, luchtsteun, vuursteun vanaf de schepen, gespecialiseerde uitrusting, grondtroepen, tactieken en een uitgebreide training in de details van deze manoeuvre voor al het betrokken personeel.

## Geschiedenis

### Oudheid en Middeleeuwen
Amfibische oorlogvoering kwam al in de oudheid voor. De oude Grieken voerden volgens de dichter Homerus al een amfibische operatie uit bij het aanvallen van de stad Troje, dus zo'n 3000 jaar geleden. Griekse soldaten staken de Egeïsche Zee over en stormden aan land op de stranden naast Troje tijdens de tien jaar durende strijd om de stad te vernietigen.
De eerste goed gedocumenteerde amfibische aanval in Europa is uitgevoerd tijdens de Perzische Oorlogen. Bij de Slag bij Marathon in 490 v.Chr. hebben de Perzen door middel van amfibische landingen bruggenhoofden gevestigd in hun poging om Griekenland te veroveren. De landing bij Marathon staat in de geschiedenis bekend als de grootste amfibische operatie voor 2400 jaren tot 1915, toen de Britten en de Fransen aan de Bosporus de Slag om Gallipoli begonnen (en die verloren).
Julius Caesar gaf zijn troepen speciale opleidingen in het landen op stranden voordat zijn Romeinse legioenen met succes Engeland binnenvielen in 55 v.Chr. Sommige amfibische aanvallen in de daaropvolgende eeuwen waren zeer succesvol, zoals de landing van Willem de Veroveraar in Engeland in 1066.

In de 9e en 10e eeuw teisterden de Vikingen grote delen van Europa met hun snelle zeewaardige Vikingschipen, waarmee zij ook rivieren konden oproeien, op willekeurige plaatsen de oever optrekken en verrassingsaanvallen te land konden aanvoeren. Aanvankelijk waren het alleen plundertochten, later ging het ook om verovering en kolonisatie.

### 16e eeuw
In 1537 richtte Karel I van Spanje de Infantería de Marina op. Het is het oudste nog bestaande equivalent van het Korps Mariniers ter wereld. Deze eenheid werd speciaal getraind voor het vechten op schepen en vanaf schepen. Nog diezelfde eeuw vochten Spaanse mariniers in:
- de Algiers-expeditie van 1541.
- Slag bij Lepanto (1571). Dit was weliswaar geen amfibische operatie, maar een grote zeeslag.
- Tunisië-expeditie (1573).
- De verovering van een Azoren-eiland (1583). Een bijzondere militaire prestatie was de ‘Terceira_Island Terceras Landing’ in de Azoren op 25 mei 1583 toen de Spaanse bevelhebbers besloten tot een amfibische operatie die verdeeld was in een hoofdmacht en daarnaast een kleinere eenheid, die met een schijnaanval de verdedigende troepen (5000 Portugese, Engelse en Franse soldaten) af moest leiden. Speciale sloepen werden gebruikt om de paarden en 700 stukken artillerie naar de stranden te brengen. Speciale roeiboten waren uitgerust met kleine kanonnen om de landingsvaartuigen te ondersteunen. De totale sterkte van de amfibische macht was 15.000 man, inclusief een vloot van 90 schepen en een landingsmacht van 11.000 man. Na een initiële verkenning waarbij de meest geschikte stranden werden verkozen, ging de eerste aanvalsgolf van 4000 man aan land terwijl twee ‘Galeras’ de afleiding verzorgden met een landing op enige afstand van het hoofdstrand. Het grootste deel van de verdedigers spoedde zich in de richting van deze ‘Galeras’. Tegen de tijd dat duidelijk was dat het om een afleidingsmanoeuvre ging, had de eerste aanvalsgolf al een verdedigingslinie opgeworpen en was de tweede golf al bezig met landen. Van deze operatie zijn documenten terug te vinden die gaan over de gedetailleerde planning, de voorafgaande verkenning van de stranden, de speciale uitrusting en training, de verplaatsing van de schepen naar het land en over de vuurondersteuning van de schepen.
- Een prikactie werd in 1599 uitgevoerd op de Engelse zuidkust tijdens de Spaans-Engelse Oorlog (1585-1604).

De Spaanse Armada die in 1588 naar Engeland gestuurd werd, was een mislukte amfibische operatie, omdat er nooit Spaanse troepen op Engelse bodem werden afgezet.
In 1601 werd een expeditie in de vorm van een kleine Armada naar Ierland gestuurd, om de Ieren te steunen tegen de Engelsen. Deze had slechts tijdelijk succes.
De Turken veroverden een groot deel van het eiland Malta bij het Beleg van Malta (1565), dat door zijn centrale ligging in de Middellandse Zee van grote strategisch waarde was in de reeds lang aan de gang zijnde strijd tussen diverse Europese mogendheden en het Ottomaanse Rijk. Het kostte de Maltezer Orde en het Habsburgse Spanje vier maanden om een amfibische macht van 5500 man te trainen, bewapenen en te verplaatsen om vervolgens het beleg te breken en het hele eiland weer terug te veroveren.

### 17e eeuw
In deze eeuw breidden Europese landen hun macht enorm uit door het veroveren van koloniën. Amfibische operaties werden voornamelijk gebruikt om koloniën en nederzettingen langs de handelsroutes op te zetten. Groot-Brittannië richtte in 1664 zijn eigen amfibische strijdkrachten op, de Royal Marines.
Op 10 december 1665 werd door de Nederlandse Republiek het Korps Mariniers opgericht. Dit nog steeds bestaande Nederlandse krijgsmachtonderdeel is gespecialiseerd in het uitvoeren van amfibische operaties. Het Korps kreeg zijn eerste naamsbekendheid in juni 1667 gedurende de Tweede Engels-Nederlandse Oorlog vanwege zijn rol in de ‘Raid on the Medway’, ook wel ‘de slag van Chatham’ of ‘de Tocht naar Chatham’.

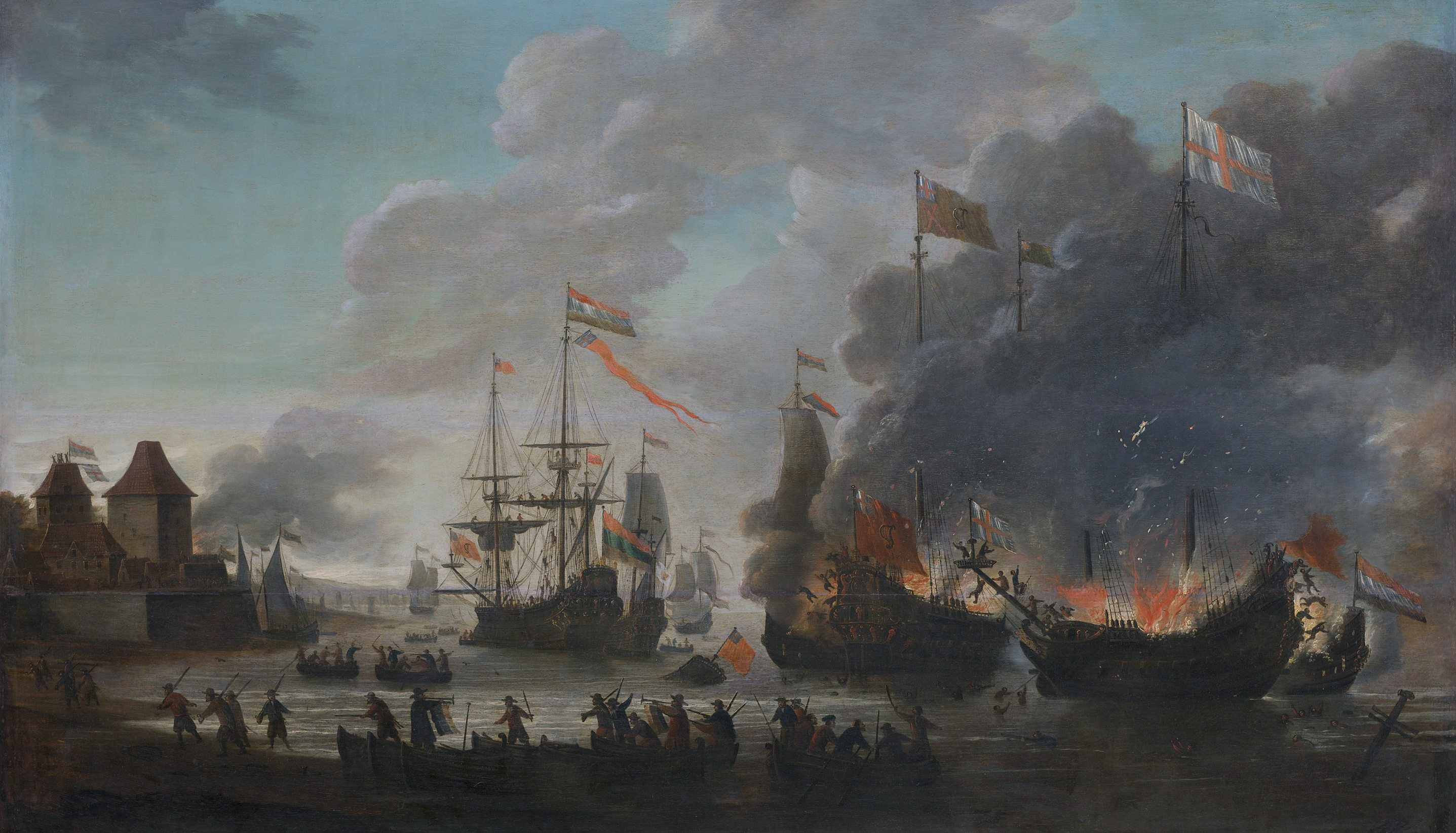
Terwijl de Engelse vloot wordt vernietigd, voeren mariniers landingen uit op de Engelse kust

De tocht naar Chatham (22 juni 1667) is een tijdens de Tweede Engelse Oorlog door een Nederlandse oorlogsvloot ondernomen raid op de Engelse kust en was een zeer gewaagde onderneming. Het plan was van de raadpensionaris van Holland Johan de Witt. Terwijl de hoofdmacht onder leiding van admiraal Michiel de Ruyter buitengaats bleef om een eventuele Engelse tegenaanval vanuit zee af te slaan, vertrok op 19 juni een kleinere expeditionaire scheepsmacht naar de monding van de Theems. Dit eskader, onder leiding van luitenant-admiraal Willem Joseph van Ghent voer de Medway op en doorbrak de over de rivier gespannen ketting. Eenheden van het Korps Mariniers gingen aan land, veroverden het fort van Sheerness waar de beroemde versperringsketting zou zijn neergelaten als het niet gelukt was die met een schip te breken. De verraste Engelsen werden door middel van verscheidene andere amfibische operaties ook met succes over land aangevallen. De op 22 juni bij Chatham aangetroffen Engelse oorlogsschepen kregen het zwaar te verduren. In totaal gingen 7 kapitale Engelse oorlogsbodems door verovering of verbranding verloren, evenals een aantal kleine schepen. Daarnaast werden twee schepen buitgemaakt, waaronder de HMS Royal Charles, het vlaggenschip van de Engelse vloot.
Twee dagen later trokken de Nederlandse schepen zich terug en kwam er een einde aan het succesvolste wapenfeit tegen de Engelsen ooit. De Tocht naar Chatham werd door de Engelsen ervaren als een regelrechte invasie en kwam zo hard aan dat zelfs de doorgewinterde Engelse afgevaardigden bij de vredesonderhandelingen in Breda zich plotseling veel toegeeflijker gingen opstellen en de reeds lopende onderhandelingen over een versneld vredesverdrag werden erdoor versneld.
De grootste amfibische operatie van de eeuw werd in 1688 uitgevoerd door stadhouder Willem III van Oranje-Nassau. Aan het begin van de ‘Glorious Revolution’ verplaatste hij ongeveer 40.000 man met 463 schepen van Hellevoetsluis naar Torbay aan de Engelse zuidkust om daar vervolgens zonder bloedvergieten koning James II van Engeland af te zetten en zelf de Britse troon te bestijgen.

### 18e eeuw
Na de drie 'Engelse oorlogen' in de 17e eeuw volgde een periode van Nederlands-Engelse samenwerking. Gedurende de Spaanse Successieoorlog zijn er verscheidene amfibische aanvallen uitgevoerd door Nederlandse en Britse mariniers op het Iberisch Schiereiland. Een van de hoogtepunten hiervan is de gezamenlijke verovering van Gibraltar op Spanje op 4 augustus 1704. 1800 mariniers en Royal marines zorgden er na hun landing voor dat Spaanse versterkingen Gibraltar niet konden bereiken en dat het garnizoen zich na een hevige strijd overgaf. Ter herdenking van deze strijd dragen de Royal Marines nog altijd de naam Gibraltar in hun logo, boven het motto 'Per mare per terram'. Gibraltar is nog altijd in Britse handen, maar Spanje handhaaft zijn aanspraak erop.
Amfibische landingen stelden Spaanse mariniers in staat om Sardinië (1717) en Sicilië (1732) te veroveren. Dat amfibische aanvallen zeer complex zijn en rampzalig af kunnen lopen als ze niet goed gepland zijn blijkt uit de ‘Battle of Cartagena de Indias’ in 1741. Hier werd een grote Britse amfibische aanvalsgroep verslagen door een veel kleiner groep Spaanse verdedigers.
In 1762 slaagden de Britten er via aanvallen over zee in de hoofdsteden van de Spaanse koloniën Cuba en Manilla te veroveren. In 1776 maakten de voorloper van het United States Marine Corps zijn eerste succesvolle landing in de Slag bij Nassau. Ook de Spanjaarden boekten in de jaren 1781 en 1782 amfibische successen in het Caribische gebied door onder andere Fort Georges in de Slag om Pensacola en de Britse marinebasis bij New Providence in de Bahama's te veroveren.

### 19e eeuw
- Engelse invasie van Walcheren. Op 30 juli 1809 landden op Walcheren de Engelsen onder het opperbevel van Lord Chatham. Het doel van de Engelse expeditie was het uitschakelen van de Antwerpse marinehavens, om zo de Fransen ervan weerhouden een invasie in Engeland uit te voeren. Het lag ook in de bedoeling om Walcheren blijvend van een Engelse bezetting te voorzien om de Westerschelde te kunnen bewaken. De invasievloot bestond uit: 37 linieschepen, 30 fregatten, 84 kleine oorlogsvaartuigen en ongeveer 150 transportschepen. Er waren 38.000 man landingstroepen en 144 stukken belegeringsgeschut aan boord. Zuid-Beveland werd bezet en voor Vlissingen werd het beleg geslagen. Lord Chatham wilde eerst zeker zijn van de verovering van Vlissingen. Uitstel van de aanval op Antwerpen werd de Britse troepen echter noodlottig, omdat de Fransen tijd genoeg krijgen om de verdediging goed te organiseren. De opmars van het invasieleger stokte en de verovering van Antwerpen mislukte. Chatham liet een garnizoen van 18.000 man op Walcheren achter en keerde met de rest van het leger terug naar Engeland. De achterblijvers worden daarna getroffen door malaria-achtige koortsen, waardoor een verder verblijf in Zeeland onmogelijk werd. In december 1809 verlieten de Britten Walcheren.[1]
- Britse invasie van Java in 1811.
- Amerikaanse Burgeroorlog (1861-1865). De Verenigde Staten hebben verscheidene amfibische aanvallen uitgevoerd langs de kustlijn van de Geconfedereerde Staten van Amerika. De grootste van allen was de aanval op Fort Fisher, destijds het grootste en sterkste fort ter wereld.  Hiervoor werd een amfibische strijdgroep van 15.000 man en 70 oorlogsschepen met meer dan 600 kanonnen ingezet.
- Oorlog in Pacific. Tijdens de Oorlog in de Pacific in 1879 zag men een coördinatie tussen land-, zee- en gespecialiseerde eenheden. De oorlog speelde zich af langs de westkust van Zuid-Amerika, waar Chili vocht tegen een verdedigende alliantie van Peru en Bolivia. De eerste amfibische aanval van deze oorlog verliep succesvol voor Chili, waarbij Pisagua werd ingenomen. Bij deze aanval werd de verdediging urenlang gebombardeerd door de Chileense marine, waarna een eerste aanvalsgolf met landmacht eenheden onder vijandelijk vuur het land op stormden. De tweede en derde aanvalsgolf konden ongehinderd landen en tegen de avond waren er 10.000 man geland in de veroverde haven. Later in de oorlog gebruikten de Chilenen speciaal gebouwde landingsvaartuigen met een platte bodem, zodat de soldaten dichter bij het strand konden landen.

### 20e eeuw

#### Eerste Wereldoorlog
De eerst amfibische aanval gedurende de Eerste Wereldoorlog eindigde in een drama. Een grote Brits-Indische legergroep werd aangewezen om een amfibische aanval uit te voeren op Tanga in Duits-Oost-Afrika. Britse acties voorafgaand aan de aanvallen waarschuwden de Duitsers en zij waren voorbereid op een invasie. De Indische troepen verloren veel van hun mensen tijdens de aanval op de stad en uiteindelijk moesten ze terugtrekken in hun eigen boten. Hierbij werd veel materieel achtergelaten.
Een nog dramatischer aflopende invasie was die van de geallieerden tegen het Ottomaanse Rijk bij Gallipoli in 1915. Op 25 april 1915 landen de geallieerden op het schiereiland. De tegenstand is vanaf het begin fel en omdat er steeds nieuwe Ottomaanse troepen op Gallipoli aankomen, slagen de geallieerden er niet in strategische plaatsen te veroveren. Na een mislukt offensief in augustus wordt in het najaar besloten tot terugtrekken. Op 9 januari 1916 vertrekken de laatste Britten van het schiereiland. Al met al is met de amfibische landingen en het daaropvolgend grondoptreden geen enkel doel bereikt en zijn aan zowel de geallieerde zijde als de Ottomaanse zijde meer dan 250.000 verliezen gevallen. Alleen de terugtrekking van alle troepen naar de schepen kan worden gezien als een succes aangezien hier geen doden zijn gevallen.
Op 11 oktober 1917 startten de Duitse landmacht en marine amfibische aanvallen onder codenaam ‘Operation Albion’ om eilanden in de Golf van Riga in te nemen. Tegen het einde van de maand waren de eilanden veroverd door de Duitsers en werden vele Russische soldaten gevangen genomen. De inname van deze eilanden maakte de weg vrij naar de Finse Golf en daarmee ook naar de stad Sint-Petersburg. Iets wat heeft bijgedragen aan het einde van de vijandelijkheden aan het Oostfront.

#### Tweede Wereldoorlog
Toen de Tweede Wereldoorlog begon, hadden de tactieken en het materieel op het gebied van amfibisch optreden al een flinke vooruitgang geboekt. Speciaal gebouwde landingsvaartuigen werden gebruikt bij de evacuatie van troepen uit Duinkerke. Operatie Dynamo was de codenaam van deze operatie die moest leiden tot de evacuatie van het omsingelde Britse expeditieleger en zijn bondgenoten. Een vloot van ongeveer 900 vaartuigen bestaande uit Britse, Franse en Belgische destroyers, mijnenvegers, patrouilleschepen, vrachtschepen, plezierboten en honderden privé-bootjes, evacueerde tussen 26 mei en 4 juni 1940, 338.226 voor het merendeel Britse militairen vanuit Duinkerken en de omliggende stranden. Tijdens de evacuatie werden 50.000 voertuigen achtergelaten en 40.000 Franse soldaten werden niet geëvacueerd. Desondanks wordt deze operatie gezien als een succes.
De Raid op Dieppe, ook bekend als De slag om Dieppe of Operatie Jubilee, was een geallieerde aanval op de door de Duitsers bezette havenstad Dieppe, gelegen aan de noordelijke Franse kust, tijdens de Tweede Wereldoorlog, die plaatsvond op 19 augustus 1942. De aanval werd uitgevoerd door meer dan 6000 infanteriesoldaten, hoofdzakelijk Canadezen, ondersteund door Britse zeemacht- en luchtmachtcontingenten. Het doel van de operatie was om een belangrijke haven te veroveren en bezet te houden gedurende een periode, om te bewijzen dat dit mogelijk was en om informatie in te winnen en te kijken hoe de Duitsers zouden reageren. Ook was de aanval bedoeld om de Luftwaffe in een grotere slag te betrekken. De aanval werd over het algemeen beschouwd als een tactische ramp, met geen van de hoofddoelen verwezenlijkt. 4384 van de in totaal 6086 mannen, die tot aan de wal kwamen, werden gedood, verwond of gevangengenomen. De catastrofe in Dieppe heeft latere geallieerde voorbereidingen voor amfibische operaties beïnvloed.
De meest bekende amfibische operatie, gecombineerd met luchtlandingen die vanaf de Engelse zuidkust werden uitgevoerd, is Operatie Overlord op D-Day, 6 juni 1944, te Normandië. Al in 1942 hadden de Britten en Amerikanen aan de Russen beloofd een tweede front in West-Europa te beginnen om zo de Russen aan het Oost front te ontlasten. Na een gigantisch kustbombardement door de duizenden geallieerde schepen en vliegtuigen begon in de vroege morgen de aanval. Op vijf verschillende stranden (Utah Beach, Omaha Beach, Gold Beach, Juno Beach en Sword Beach) werd door de eerste landingsgolven gestreden voor elke meter strand. De eerste aanvalsgolven op Omaha en Juno leden meer dan 50% verlies. Uiteindelijk werd op 6 juni op alle stranden bruggenhoofd geslagen om vanuit daar de daaropvolgende dagen landinwaarts door te stoten. In totaal werden er bijna 3000 geallieerde schepen, meer dan 4000 landingsvaartuigen en 15.000 vliegtuigen ingezet om de amfibische operatie te ondersteunen. Aan het einde van 6 juni waren er 156.205 invasietroepen geland waarvan 85 % op het strand was afgezet en 15% via een luchtlanding op Franse bodem terecht was gekomen. In de daarop volgende 2,5 maand zetten de geallieerden bijna 3 miljoen manschappen aan land. De verliezen op de eerste dag waren zwaar, maar niet erger dan verwacht en de landingen werden gezien als een succes.
|  |

Andere bekende en grotendeels succesvol verlopen geallieerde amfibische landingen waren de volgende:
- Operatie Torch, Noord-Afrika 1942. Bij deze operatie werden grote aantallen (73.000) Britse en Amerikaanse soldaten aan land gezet in Marokko en Algerije om zo de Duitsers in Noord-Afrika van twee kanten aan te kunnen vallen.
- Landing op Sicilië, Sicilië 1943. 160.000 Britse Gemenebest en Amerikaanse soldaten gingen in Sicilië aan land om Italië tot overgave te dwingen en een extra front te creëren tegen de Duitsers.
- Operatie Avalanche, Salerno 1943. Deze operatie is een vervolg op de succesvol verlopen aanval op Sicilië. In deze operatie werd het Italiaanse vasteland aangevallen door middel van een amfibische landing waar 200.000 geallieerden aan mee doen.
- Operatie Shingle, Anzio 1944. De geallieerde opmars door Italië was vastgelopen op de Duitse Gustav-linie, ook wel Winterlinie. Om deze te omzeilen, de Duitsers in de rug aan te vallen en om een aanval op het psychologisch belangrijke doel Rome te forceren, werden 40.000 geallieerden met een landing bij Anzio aan land gezet. De landing verliep onverwacht soepel en er zijn nauwelijks slachtoffers gevallen.
- Operatie Dragoon, Zuid-Frankrijk 1944. Operatie Dragoon was de geallieerde amfibische landing op de Franse Middellandse Zeekust op 15 augustus 1944, met als doel het openen van een tweede front in Frankrijk om de druk op het Normandische front te verlichten. 175.000 tot 200.000 man gingen hierbij aan land.
- Operatie Infatuate, Walcheren, 1944. Om de haven van Antwerpen bereikbaar te maken voor Geallieerde schepen, moesten de oevers van de Westerschelde veroverd worden op de Duitsers. Op 1 november 1944 zijn daarom invasietroepen aan land gebracht bij Vlissingen en Westkapelle.

Naast de oorlog in Europa was er ook een strijd in de Pacific gaande. Een gebied dat gekenmerkt wordt door de Grote Oceaan met de vele daarin liggende eilandjes. Een terrein waarbij men niets anders kon dan amfibisch oorlog voeren. Bijna elke militaire campagne van de Geallieerden tegen het Japanse Keizerrijk in de Pacific bestond uit ‘island hopping’ aanvallen vanuit zee. Een aantal bekende aanvallen zijn:
- Slag bij Guadalcanal
- Slag om Tarawa
- Slag om Makin
- Slag om Saipan
- Slag om de Filipijnen (1944-1945)
- Slag om Peleliu
- Slag om Iwo Jima
- Slag om Okinawa

#### Na 1945

##### Indonesische onafhankelijkheidsoorlog
De politionele acties zijn de militaire operaties die Nederland op Java en Sumatra tegen de uitgeroepen Republiek Indonesië ondernam in de periode 21 juli tot 5 augustus 1947 (eerste actie) en 19 december 1948 tot 5 januari 1949 (tweede actie). Deze acties vonden plaats tijdens de Indonesische Onafhankelijkheidsoorlog (1945-1949). De eerste actie, Operatie Produkt genaamd, begon met een omvangrijke amfibische operatie van Nederlandse mariniers op 20 juli 1947. Hierbij werd een tweetal landingen uitgevoerd te Pasir Poetih en Probolinggo. De landing bij Pasir Poetih werd voorafgegaan door een inleidende beschieting uitgevoerd door het marineschip Hr. Ms. Piet Hein. Tevens bestookten vliegtuigen van de Marine Luchtvaart Dienst vijandelijke stellingen. Op volle snelheid naderde de eerste LCVP’s de kust. Vijf minuten later volgde er een tweede landingsgolf. Na een klein uur was er een bruggenhoofd gevormd en werd de Nederlandse vlag gehesen. Direct hierna kwam de grote landingsgolf goed op gang. Landingsschepen werden behoedzaam gemanoeuvreerd, zodat de ontscheping van manschappen en materieel in een vlot tempo kon plaatsvinden. De Expeditionaire Macht Mariniersbrigade werd aan land gezet en vanuit hier is de operatie voortgezet. Reeds na 4 dagen hebben de mariniers de gehele oosthoek van Java in handen. De actie wordt onder zware internationale druk van de Verenigde Staten en de Verenigde Naties gestaakt op 5 augustus.
Nadat de voortgezette onderhandelingen over een definitieve politieke regeling zijn stukgelopen, lanceert Nederland zeventien maanden later opnieuw een groot militair offensief, operatie Kraai, tegen de Republiek: de Tweede Politionele Actie. Het doel is de verovering van Jogjakarta, het resterende deel van Java en een zo groot mogelijk deel van Sumatra, de val van de Republikeinse regering en de vernietiging van haar strijdkrachten. Het eerste onderdeel van de tweede politionele actie is Operatie Zeemeeuw, de amfibische landing van mariniers bij Glondong in het noordoosten van Java, vond plaats in de nacht van 18 op 19 december 1948. De Mariniersbrigade wordt na Glondong op diverse plaatsen op Sumatra aan land gezet. Bij de Tweede Politionele Actie worden meer amfibische en ondersteunende luchtacties uitgevoerd dan tijdens de eerste actie en er zijn tientallen schepen, vliegtuigen en landingsvaartuigen bij betrokken.

##### Korea
In het begin van de Koreaanse oorlog werden de Zuid-Koreanen en de Verenigde Naties tot ver in het zuiden van het Koreaans Schiereiland terug gedrongen door een inval van Noord-Koreaanse strijdkrachten. Om de Noord-Koreaanse inval en logistieke lijnen af te snijden werd een landing uitgevoerd bij Incheon genaamd Operation Chromite. Het 10e Corps onder bevel van generaal MacArthur, bestaande uit de 1st Marine Division en de 7th Army Division, landde op 15 september 1950 en namen de stad Incheon in. Vanuit hier werd doorgestoten landinwaarts. Het succes van deze operatie resulteerde in de herovering van Seoel en een link-up met een andere uitgebroken eenheden. De landing wordt door veel militaire historici gezien als een tactisch juweel en een van de meest briljante amfibische manoeuvres uit de geschiedenis.

##### Suezkanaal
De Britse Royal Marines maakte hun eerste amfibische optreden na de Tweede Wereldoorlog gedurende de Suezcrisis van 1956 waarbij ze op 6 november succesvol landden als onderdeel van een gezamenlijke lucht- en zeelandingsoperatie onder codenaam Musketeer. Dit was de eerste amfibische aanval waarbij helikopters werden gebruikt om troepen vanaf schepen naar het land te transporteren. Bijna 30 jaar later in de Falklandoorlog landde op 2 april 1982 een Argentijnse invasiemacht bestaande uit de Eerste Mariniers Brigade van de Argentijnse Marine bij Mullet Creek naast de hoofdstad Stanley en werd vanuit hier het eiland over genomen. Op 21 mei 1982 was het andersom en voerde de Royal Marines 3’rd Commando Brigade aangevuld met het Army Parachute Regiment een grote amfibische landing uit bij Port San Carlos. Deze landing werd voorafgegaan door veel en uitgebreide verkenningen door Mariniers zelf, de SAS en de SBS. Vanuit Port San Carlos zijn de Britten doorgestoten tot aan Stanley waar de Argentijnen zich uiteindelijk hebben overgegeven.

##### Golfoorlog
Gedurende de Golfoorlog (1990-1991) had Irak Koeweit bezet. Langs de kust hielden zich zes Iraakse divisies op om een eventuele amfibische aanval van de Verenigde Staten af te kunnen slaan. De Amerikanen bereiden in het uiterst geheim een plan voor om deze Iraakse eenheden aan de kust te binden om ze vervolgens te omzeilen. Dit werd gedaan door de schijn hoog te houden dat er een gigantische amfibische aanval op komst was. De grootste amfibische aanvalsgroep sinds de Slag bij Inchon bestond uit de USMC en US Navy en werd voor de kust van Koeweit en Saudi-Arabië gepositioneerd en voerde hier grote oefeningen uit. Hierbij liet men de media goed meekijken zodat zij groot verslag konden doen van de voorbereidingen op de amfibische aanval die Koeweit zou bevrijden van de Iraakse bezetting. De Irakezen waren volledig in de veronderstelling dat er een amfibische aanval zou komen en pinde zijn zes divisies vast aan de kust. Uiteindelijk zijn de Amerikanen door de Saudische woestijn aan komen zetten, zijn om de divisies aan de kust heen gegaan en zijn zo Irak binnen getrokken. Zelf toen de landoperatie al begonnen was, bleven de 41.000 Iraakse soldaten aan de kust wachten op de ‘echte’ aanval in plaats van zich te verplaatsen naar het slagveld. Deze amfibische operatie is een zeer mooi voorbeeld van een amfibische demonstratie.

##### Irakoorlog
Op 20 mei 2003, tijdens de Irakoorlog, landden Royal Marines, US Marines en eenheden van de Poolse special forces op meerdere plekken op het schiereiland van Al-Faw. Hierbij werden de landingen ondersteund door Naval Gunfire Support, artillerie en gevechtsvliegtuigen. Ook was er sprake van een grote coördinatie tussen de amfibische aanvallen, de luchtlandingsoperaties en de overige landaanvallen.

## NAVO
De NAVO maakt in haar doctrine onderscheid tussen vier soorten amfibische operaties:
- Demonstratie: deze wordt uitgevoerd om de vijand te misleiden door middel van machtsvertoon als afleidingsmanoeuvre. Hierbij worden geen eenheden aan land gezet, maar wordt alleen gedreigd met de inzet daarvan.
- Raid: hierbij worden landingstroepen snel aan land ingezet voor het uitvoeren van een specifieke opdracht of een tijdelijke bezetting van een doel, gevolgd door een vooraf geplande terugtrekking.
- Aanval: landing op een vijandige of potentieel vijandige kust, waar een strijdmacht vaste voet aan de grond moet krijgen. Daarna stoten ze zo mogelijk landinwaarts door.
- Terugtrekking: Een type amfibische operatie waarbij de terugtrekking van troepen via zee met behulp van schepen of andere middelen plaatsvindt van een vijandelijke of potentieel vijandelijke kust. De evacuatie van Britse troepen uit Duinkerken in juni 1940 is daarvan het bekendste voorbeeld.

De Nederlandse krijgsmacht kent nog een vijfde categorie; overige amfibische operaties. Hieronder vallen de humanitaire ondersteunings- en evacuatieoperaties. De ondersteunings- en evacuatieoperaties hebben als specifiek kenmerk de civiel-militaire samenwerking.
Binnen de Nederlandse krijgsmacht is het Korps Mariniers het krijgsmachtonderdeel dat gespecialiseerd is in amfibische operaties. Het Korps wordt sinds 1665 geoefend in het  uitvoeren van amfibische operaties.